# Platja de l'Atzavara
La platja de l'Atzavara és una petita platja urbana del municipi d'Alcanar (Montsià), situada davant de la urbanització l'Atzavara, a l'extrem nord-est del terme municipal, prop de la platja del Suís, del municipi de la Ràpita. Té una longitud de 41 metres i una amplada de 8 metres, formada per sorres.